# 邁靈巴赫河

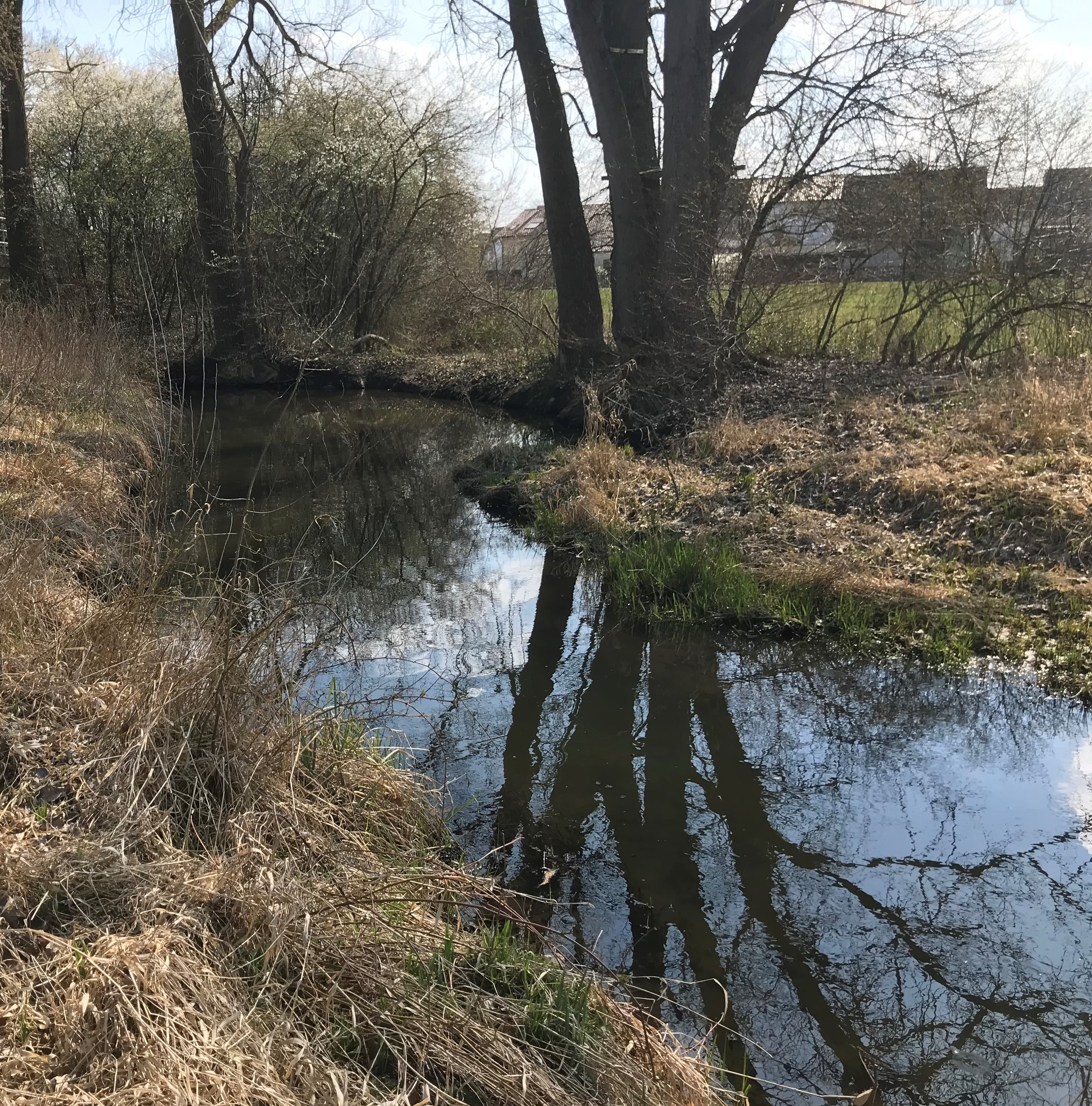

48°46′28.93″N 11°36′40.95″E / 48.7747028°N 11.6113750°E
邁靈巴赫河（德語：Mailinger Bach），是德國的河流，位於該國東南部，由巴伐利亞負責管轄，屬於多瑙河的左支流，河道全長26.3公里，流域面積172.3平方公里。